# 브래드 캐버나
브래드 캐버나(Brad Kavanagh, 1992년 8월 21일 ~ )는 잉글랜드의 배우이자 가수이다.

## 영화, TV 출연
- 디즈니 채널 게임스
- 하우스 오브 아누비스